# 鉄風東京
鉄風東京（てっぷうとうきょう、英称：Teppu Tokyo）は、2018年から活動している日本のバンドである。
仙台を拠点にしながら東京でのライブ活動も活発に行っている。所属レコードはNo Big Deal Records。

## 概要

### バンドについて
仙台を拠点に活動している。現在のメンバー構成は、大黒崚吾 (ボーカル、ギター)／Sougo (ギター)／muku (ベース、コーラス)／颯 (ドラムス、コーラス)の4人で、現在平均年齢23歳である。
結成から現在に至るまで、ライブを大事にするスタイルで活動を続けている。2022年2月にはフジテレビの音楽番組『Love music』のニューカマーアーティストを紹介するコーナー「come music」で紹介された。

### 活動歴
2018年11月に結成。Eggsにて音源を配信したのち、地元のバンドシーンから徐々に評判が広がり、2020年にはRO JACK 2020入賞。
同2020年には、仙台のバンドによるイベント「仙台新人類」が、新型コロナウイルスの影響を受けたライブハウス仙台FLYING SONへの恩返しとして制作したコンピレーションアルバム『仙台新人類 SAVE FOR FLYING SON』に、楽曲「歩幅」で参加。
2021年11月には1st EP『Nokosu』をリリース。収録曲の「外灯とアパート」MVは2023年8月現在119万回再生。
2021年2月にNo Big Deal Records所属を発表した。
2023年6月からエフエム仙台のラジオ番組SESSION!の木曜日を担当している。（2025年に終了及び出演者の交代）

### 音楽性
エモのエッセンスを感じるアルペジオと等身大の歌詞、疾走するギターサウンドが特徴である。

## 来歴
2018年
- 11月、バンド結成

2020年
- 5月、コンピレーションアルバム『仙台新人類 SAVE FOR FLYING SON』に参加
- 11月、1st EP『Nokosu』リリース

2021年
- 1月7日、『Nokosu』配信開始
- 2月24日、No Big Deal Records所属発表

2024年
- 2月12日、ワンマンライブ「Not end, now I run.」をもって、シマヌキ (Gt)、ふわふわのカニ (Dr/Cho)が脱退。
- 2月28日、Sougo (Gt)、颯 (Dr/Cho)が正式加入。

## ディスコグラフィー

### シングル
|     | 発売日         | タイトル           | 規格品番  | 収録曲                                      | 備考 |
| --- | -------------- | ------------------ | --------- | ------------------------------------------- | ---- |
| 1st | 2022年5月18日  | 遥か鳥は大空を征く | NBDL-0099 | 1. 遥か鳥は大空を征く 2. 咆哮を定め 3. Numb |      |
| 2nd | 2022年10月19日 | BORN               | NBDL-0101 | 1. BORN 2. Orion 3. know pain               |      |

### アルバム
|          | 発売日        | タイトル | 規格品番  | 収録曲                                                              | 備考                           |
| -------- | ------------- | -------- | --------- | ------------------------------------------------------------------- | ------------------------------ |
| 1st EP   | 2021年11月8日 | Nokosu   | TPTK-001  | 1. 白昼夢 2. Yellow Youth 3. 21km 4. 外灯とアパート 5. Night Shift  |                                |
| 1st mini | 2023年9月13日 | From     | NBDL-0109 | 1. SECRET 2. TEARS 3. HOW IS LIFE 4. いらない 5. 東京 6. FLYING SON | タワーレコード・ライブ会場限定 |

### 配信限定シングル
| 発売日        | タイトル   |
| ------------- | ---------- |
| 2023年3月22日 | FLYING SON |
| 2023年6月21日 | TEARS      |
| 2024年2月21日 | スプリング |
| 2024年4月10日 | Sing Alone |

### 引用
1. ↑  “鉄風東京 - 東北エリア出場アーティスト紹介 - HOTLINE2019”. 島村楽器. 2022年3月3日閲覧。